# Porta Canarda
La porta Canarda è il nome dato ad una delle otto porte medievali di accesso e di difesa della città di Ventimiglia, in provincia di Imperia.

## Storia
È un bell'esempio di costruzione difensiva, ottimamente conservata, su un terreno instabile.
Eretta intorno al XII secolo, si presenta fortificata da una robusta torre sovrastante che ospitava un avamposto militare genovese. È situata nella parte occidentale della città, fuori dalle mura di cinta, dove controllava una posizione strategica, sul mare e sull'antica strada romana, la via Julia Augusta.
Sulla facciata quadrata ovest della torre spicca un bassorilievo in marmo con le armi dei conti di Ventimiglia, e, sempre sul lato ovest, una lapide ricorda il passaggio, sotto questa porta ad arco gotico, di illustri personaggi.

## L'iscrizione sulla lapide

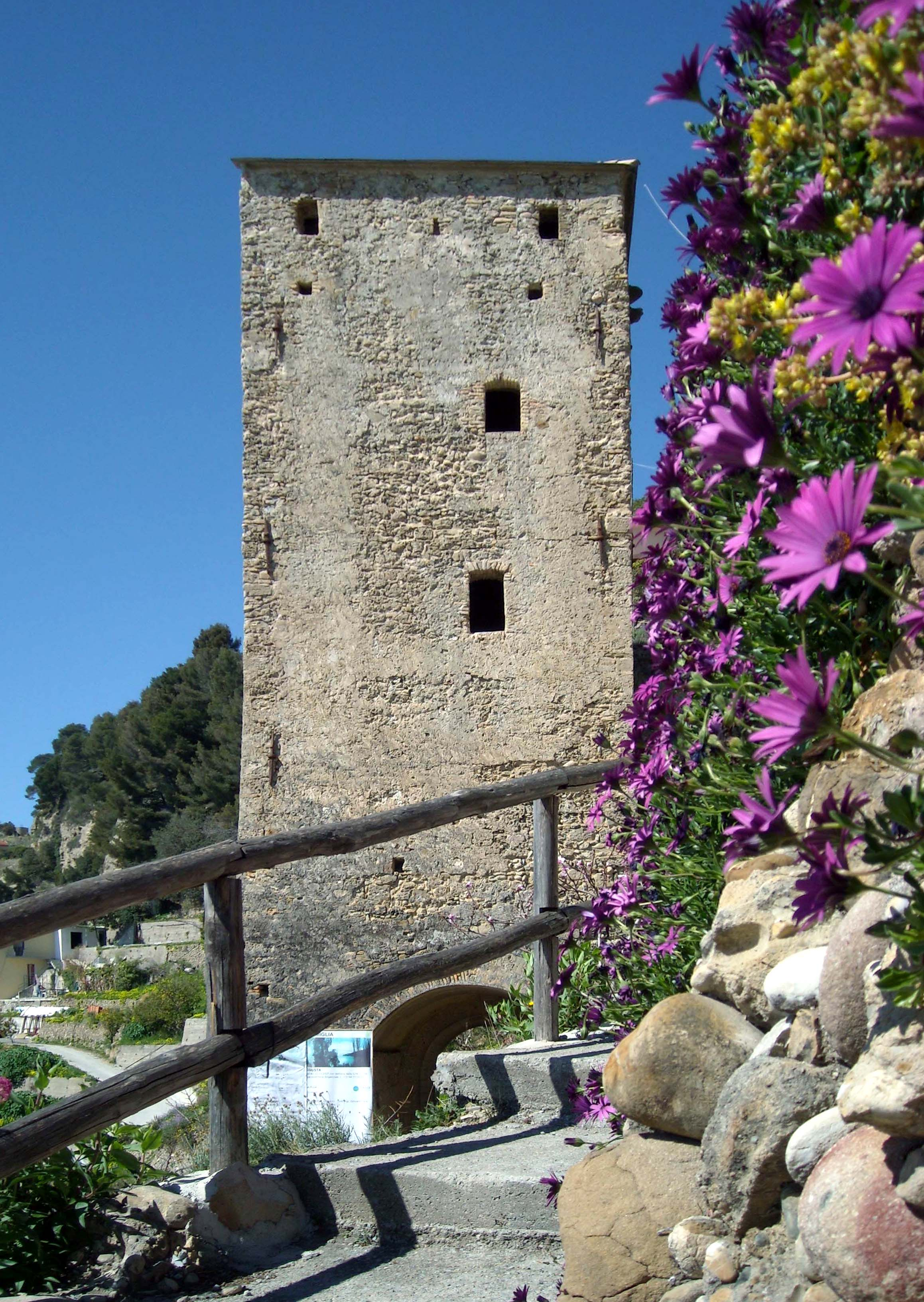
Il lato orientale.

RELIQUIA MEDIOEVALE
SOPRA LA ROMANA STRADA
ORA SCOMPARSA
PERCHÉ RAMMENTO AL VIANDANTE
CHE QUI PASSARONO
Papa Innocenzo IV IL 7 MAGGIO 1251
NICOLO MACHIAVELLI NEL MAGGIO 1511
CARLO V IMPERATORE NEL NOVEMBRE 1536
Papa Paolo III NEL LUGLIO 1538
E
Napoleone Bonaparte IL 2 MARZO 1796
MI VOLLE RISTORATA
IL COMM. TOMMASO HANBURY
MDCCCLXXXVII